# Harper Prism
Harper Prism — издательство, основанное Джоном Силберсаком в 1993 году как первый импринт американского издательского дома HarperCollins Publishers в области научной фантастики и фэнтези. Первыми авторами Prism стали Стивен Бакстер, Терри Пратчетт, Айзек Азимов и Клайв Баркер, также импринт издавал медийные и игровые дополнения к коллекционной настольной игре «Magic: The Gathering» и телесериалу «Секретные материалы».
Когда издательский дом HarperCollins приобрел Avon Books в 1999 году, импринт Harper Prism был поглощён импринтом Eos.